# Orocrambus ramosellus
Orocrambus ramosellus là một loài bướm đêm trong họ Crambidae.